# Sân bay quốc tế Edmonton
Sân bay quốc tế Edmonton (IATA: YEG, ICAO: CYEG) là một sân bay quốc tế ở Edmonton, Alberta, Canada. Sân bay này đã trải qua một giai đoạn tăng trưởng số lượt hành khách nhanh nhất trong các sân bay lớn ở Canada. Đây là sân bay tấp nập thứ 5 ở Canada tính về lượng khách và xếp thứ 13 tính theo lượt chuyến. Sân bay này nằm cách quận trung tâm thương mại của Edmonton khoảng 35 km về phía nam, đã phục vụ 6,1 triệu lượt khách năm 2007. Đơn vị vận hành là Edmonton Airports Authority. Đây là trung tâm bận rộn thứ ba của hãng WestJet, là thành phố trọng tâm của hãng Air Canada Jazz.
Sân bay quốc tế Edmonton nằm bên trong Vùng thủ phủ Edmonton, gần các thị xã Devon và Beaumont, thành phố Leduc, cũng như gần khu công nghiệp Nisku. Khách đi Mỹ có thể làm thủ tục hải quan ở đây rồi bay đến Mỹ như khách nội địa Mỹ.

## Lịch sử
Sân bay Công nghiệp Edmonton (sau này là Sân bay Đô thị Edmonton, và ngày nay là Sân bay Trung tâm thành phố Edmonton) ban đầu là sân bay chính của khu vực Edmonton, nhưng đến giữa thập niên 1950 thì sân bay này không thể phục vụ máy bay phản lực lớn vốn cần đường băng dài hơn và nhà ga lớn hơn. Do đó, Transport Canada chọn địa điểm hiện nay để xây dựng sân bay quốc tế này và đã mua 7.000 mẫu Anh (28 km2) đất.
Sân bay được khai trương năm 1960, nhà ga đầu tiên của sân bay là một hangar vòm vẫn được L-3 Communications và Spar Aviation sử dụng. Năm 1963, nhà ga ban hiện nay được khai trương. Giai đoạn 1998-2005, người ta đã đầu tư 350 triệu dollar Canada để nâng cấp sân bay này.

## Các hãng hàng không và các tuyến bay

### Nhà ga Bắc
- Air Transat (Cancún, Frankfurt, London-Gatwick, Puerto Plata, Puerto Vallarta, Punta Cana, Varadero) [tất cả theo mùa]
- Skyservice (Acapulco, Bahias de Huatulco, Cancún, Cozumel, La Romana, Liberia, Manzanillo, Mazatlan, Montego Bay, Puerto Plata, Puerto Vallarta, Punta Cana, Samana, Varadero) [tất cả theo mùa]
- Sunwing Airlines (Toronto, Cancún, Puerto Vallarta, Varadero) [tất cả theo mùa]
- Central Mountain Air (Calgary, Fort St. John, Fort Nelson, High Level, Lloydminster, Rainbow Lake)
- WestJet (Abbotsford, Calgary, Comox, Fort McMurray, Grande Prairie, Halifax [seasonal], Hamilton, Kelowna, Las Vegas, Mazatlan [seasonal], Montréal [seasonal], Ottawa [seasonal], Palm Springs [seasonal], Phoenix [seasonal], Regina, San Jose del Cabo [seasonal], Saskatoon, Toronto-Pearson, Vancouver, Victoria, Winnipeg)

### Nhà ga Nam
- Air Canada (Calgary, Cancún [seasonal], Halifax, Las Vegas, London-Heathrow, Montego Bay [theo mùa], Montréal, Ottawa, Punta Cana [seasonal], Toronto-Pearson, Vancouver)
  - Air Canada Jazz (Calgary, Fort McMurray, Grande Prairie, Los Angeles, Regina, Saskatoon, Vancouver, Winnipeg, Yellowknife)
- Air North (Calgary, Whitehorse)
- Alaska Airlines
  - Horizon Air (Seattle/Tacoma)
- Canadian North (Calgary, Hay River, Inuvik, Norman Wells, Yellowknife)[6]
- Delta Air Lines
  - Delta Connection operated by SkyWest (Salt Lake City)
- Mexicana (Mexico City)
- First Air (Yellowknife)[7]
- Northwestern Air (Calgary, Fort Smith, Peace River, Red Deer, Yellowknife)
- Northwest Airlines (Minneapolis/St. Paul)
- United Airlines
  - United Express operated by SkyWest (Chicago-O'Hare, Denver, San Francisco)
  - United Express operated by Shuttle America (Chicago-O'Hare, Denver)
- US Airways (Las Vegas, Phoenix)

## Các hoạt động khác
Các hàng hàng không sau hoạt động từ cơ sở tư của mình:
- Alta Flights
- Integra Air (Lethbridge, Fort McMurray)
- Kenn Borek Air
- North Cariboo Air
- Regional 1
- Sunwest Aviation
- Corporate Express (Calgary, Dawson Creek)

## Các hãng vận tải hàng hóa
- Antonov Airlines
- BAX Global
- Cargojet Airways
- Canadian North Cargo
- DHL Worldwide Express
- FedEx Express
  - Morningstar Air Express
- Purolator Courier
  - Kelowna Flightcraft
- UPS (United Parcel Service)
- Volga Dnepr
- Gemini Air Cargo
- Atlas Air
- North Thunderbird Air (Canada Post)
- Skylink Aviation
- Westcan International

## Các hãng đã từng hoạt động ở đây
- Air Canada Tango
- American Airlines
- America West
- Canada 3000
- Canadian Airlines
- Canadian Pacific Airlines
- Canjet Airlines
- Continental Airlines
- Greyhound Air
- Hughes Airwest
- JetsGo
- LOT Polish Airlines
- Martinair
- Pacific Western Airlines
- Peace Air
- QuikAir
- Royal Airlines
- Wardair
- Zip
- Zoom Airlines